# イーファー・アブーハラーワ

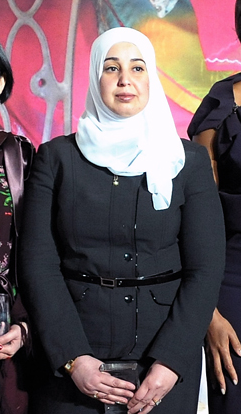
イーファー・アブーハラーワ（2011年）

イーファー・アブーハラーワ（アラビア語: إيفا أبو حلاوة / Eva Abu Halaweh; 1975年生）は、ヨルダンの弁護士、人権活動家。2011年に「国際勇気ある女性賞」を受賞した。

## 来歴
アブーハラーワは、アンマンにある「人権のために働く法律家グループ・ミーザーン」（مجموعة ميزان القانونية لحقوق الانسان）を創設した設立者の一人であり、2019年現在は常任理事である。アブーハラーワは法律学とディプロマシーの学位を持つ。1993年からアラブ人権機構のメンバーである。難民に関する活動を民間ベースで続けており、国連難民高等弁務官事務所に法律顧問として雇用された。
アブーハラーワは「名誉殺人」に反対し、弱い立場にある者や女性を保護する活動をしている。また、ヨルダンの刑務所や警察署に収容されている者に対する暴力や虐待を根絶する活動をしている。

## 参照資料
1. ↑  “Secretary Clinton To Host the 2011 International Women of Courage Awards” (2011年6月30日). 2017年3月9日閲覧。
2. ↑  United Nations High Commissioner for Refugees. “UNHCR - Document Not Found”. UNHCR. 2019年9月2日閲覧。
3. 1 2  Yusur Al Bahrani (2016年3月21日). “A woman of courage, a tireless Jordanian lawyer” (英語).   Canadian Voice of Women for Peace. 2019年8月9日閲覧。
4. ↑  “Archived copy”. 2012年4月25日時点のオリジナルよりアーカイブ。2011年10月5日閲覧。